# 栃木県道259号折戸西那須野線

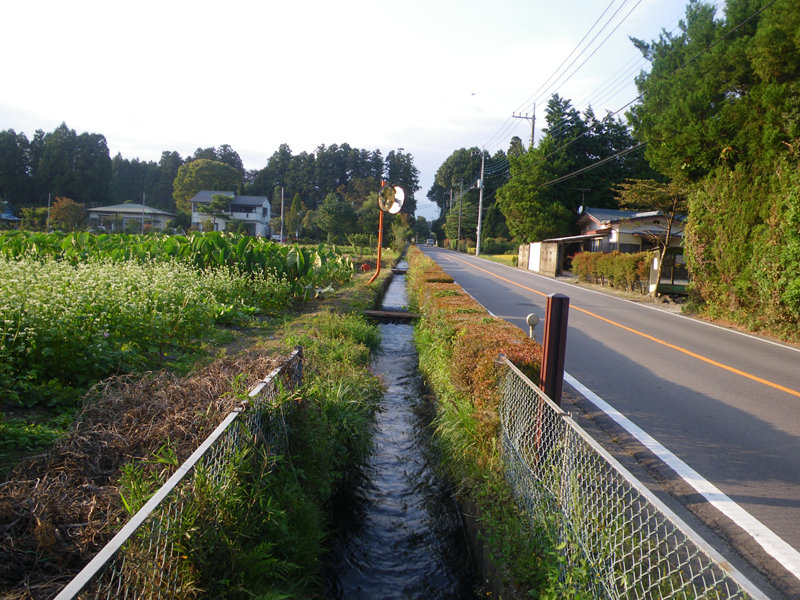
那須塩原市接骨木付近（2009年9月）

栃木県道259号折戸西那須野線 （とちぎけんどう259ごう おりとにしなすのせん）は、栃木県那須塩原市内を通過する一般県道である。

## 概要
那須塩原市箒根地区北部の折戸から西那須野地区までを結ぶ。沿線には本路線の起点である折戸のさらに上流にある那須塩原市蟇沼から取水していた蟇沼用水が残る。

### 路線データ
- 総延長：9.948km[1]
- 実延長：9.912km[1]
- 起点：栃木県那須塩原市折戸（栃木県道30号矢板那須線交点）
- 終点：栃木県那須塩原市西富山（国道4号交点）
- 認定：1974年（昭和49年）3月29日

## 歴史

### 年表
- 1974年（昭和49年）3月29日 - 一般県道として認定。

## 路線状況

### 交通量
24時間自動車類交通量（台/日）
- 那須塩原市接骨木424：3,172

## 地理

### 通過する自治体
- 栃木県
  - 那須塩原市

### 交差する道路
| 交差する道路                   | 交差する道路                   | 交差点名   | 交差点名       |
| ------------------------------ | ------------------------------ | ---------- | -------------- |
| 県道30号矢板那須線（横断道路） | 県道30号矢板那須線（横断道路） | 那須塩原市 | （折戸地内）   |
| 県道55号西那須野那須線         | 県道55号西那須野那須線         | 那須塩原市 | 井口           |
| 国道4号（奥州街道）            | 国道4号（奥州街道）            | 那須塩原市 | （西富山地内） |